# Allium isakulii
Allium isakulii — вид рослин з родини амарилісових (Amaryllidaceae); поширений в Таджикистані й Узбекистані.

## Поширення
Поширений в Таджикистані й Узбекистані.